# Yuki Togashi
Pour les articles homonymes, voir Togashi.
Yuki Togashi (富樫 勇樹, Togashi Yūki), né le 30 juillet 1993 à Shibata, est un joueur japonais de basket-ball.

## Biographie
Il termine la saison 2013-2014 qu'il a passé avec les Akita Northern Happinets, avec une moyenne de 16,3 points et 7,6 passes.
Ayant l'ambition de devenir le deuxième joueur japonais après Yuta Tabuse à fouler un terrain de la NBA, il est invité à participer à la NBA Summer League 2014 par les Mavericks de Dallas, où il y fait quatre matchs. Il n'est toutefois pas conservé dans l'effectif qui commence la saison.
Le 12 août 2015, il signe avec le Dinamo Basket Sassari. En septembre 2015, le Dinamo Sassari met fin à son contrat.